# Hurynowszczyzna
Hurynowszczyzna (biał. Гурнаўшчына, Hurnauszczyna; ros. Гурновщина, Gurnowszczina) – wieś na Białorusi, w obwodzie mińskim, w rejonie kleckim, w sielsowiecie Czerwona Gwiazda, nad Ceprą i Konikiem.

## Historia
W dwudziestoleciu międzywojennym folwark leżący w Polsce, w województwie nowogródzkim, w powiecie nieświeskim, w gminie Hrycewicze. W 1921 miejscowość liczyła 65 mieszkańców, zamieszkałych w 7 budynkach, wyłącznie Polaków. 36 mieszkańców było wyznania prawosławnego i 29 rzymskokatolickiego.
Po II wojnie światowej w granicach Związku Sowieckiego. Od 1991 w niepodległej Białorusi.